# 뵤부가우라역
뵤부가우라역(일본어: 屏風浦駅、びょうぶがうらえき)
(영어: Byōbugaura Station)은 일본 가나가와현 요코하마시 이소고구에 있는 게이힌 급행전철 본선의 철도역이다. 역 번호는 KK45이다.

## 역 구조
6량 편성의 상대식 승강장 2면 2선의 고가역. 선로는 거의 북서쪽에서 남동쪽으로 달리고, 역사는 선로의 북동쪽에 마련되어 있다.
현재의 역사는 1991년에 재건축된 단층 건물이다. 직영역에서 내부에는 자동 매표기나 자동 개찰기, 유인 창구가 설치되어 있다. 승강장의 조명의 일부는 투신 자살 방지를 목적으로 청색이 사용된다.

### 타는 곳
| 1 | 게이큐 본선 | 가나자와분코・요코스카추오・우라가・미사키구치 방면                                 |
| 2 | 게이큐 본선 | 요코하마・게이큐 가와사키・시나가와・센가쿠지・신바시・아사쿠사・인바니혼이다이방면 |

## 역세권 정보
- 동일본 여객철도 네기시 선 이소고역
- 이소고 우체국
- 환상 제2호선

## 역사
- 1930년 4월 1일: 쇼난 전기 철도의 고가네초 ~ 우라가 간 개통과 함께 뵤부가우라 역 (屏風ヶ浦駅)으로 개업. 당시에는 스기타 역, 게이큐 도미오카 역, 노켄다이 역은 설치되지 않고 다음 역이 가나자와분코 역이었음.
- 1941년 11월 1일: 쇼난 전기 철도의 합병으로, 게이힌 전기 철도의 역이 됨.
- 1942년 5월 1일: 게이힌 전기 철도의 합병으로 도쿄 급행 전철의 역이 됨.
- 1948년 6월 1일: 도쿄 급행 전철의 독립에 의한, 게이힌 급행 전철의 역이 됨.
- 1964년: 역사 개축.
- 1991년: 역사를 재건축함.

## 인접역
| 게이힌 급행 전철 본선         | 게이힌 급행 전철 본선 | 게이힌 급행 전철 본선   |
| ----------------------------- | --------------------- | ----------------------- |
| KK44 가미오오카 시나가와 방면 | ■ 보통                | 스기타 KK46 우라가 방면 |